# Adam von Schwalbach

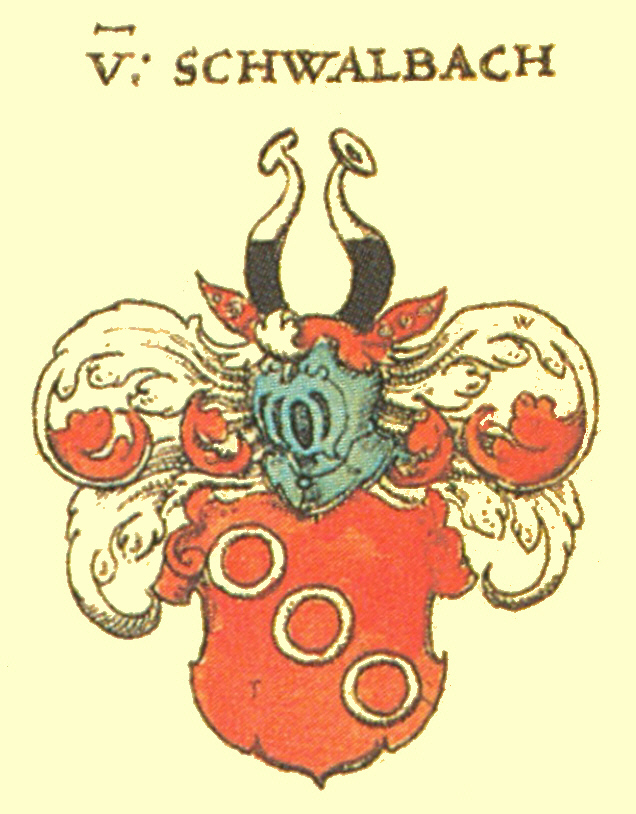
Wappen der Familie von Schwalbach

Adam von Schwalbach (* 1519; † 4. Juli 1573) war von 1567 bis 1573 Großprior von Deutschland des Johanniterordens und Reichsfürst von Heitersheim.

## Leben und Laufbahn
Adam von Schwalbach wurde nach Humbracht 1519 geboren und stammt aus dem rheinländisch-hessischen Adelsgeschlecht derer von Schwalbach. Der Stammsitz des Geschlechts liegt in Schwalbach, heute ein Ortsteil der Gemeinde Schöffengrund südlich von Wetzlar. Am 15. Januar 1540 wurde er in den Johanniterorden aufgenommen. Vermutlich tat er anschließend den nach den Statuten geforderten Dienst auf Malta. 1543 erhielt er die Kommende Tobel, 1546 die Kommende Feldkirch. 1547 kam die Kommende Würzburg hinzu, und 1556 die Kommende Frankfurt am Main mit Sitz in Rüdigheim. Seit 1547 war er Rezeptor für Oberdeutschland, d. h. für die Abführung der Responsgelder der oberdeutschen Kommenden verantwortlich. Im April 1553 wurde er Stellvertreter des Großbailli Georg Bombast von Hohenheim. Nach dessen Tod wurde er am 5. April 1554 selber zum Großbailli ernannt. Am 12. März 1567 wurde er schließlich zum Großprior von Deutschland gewählt. Er wurde damit auch Kommendator der Kommende Bubikon, wo er die letzten großen Erweiterungen am Ritterhaus im Stil der Renaissance vornehmen ließ. Er war auch oberster Kommandant der deutschen Bastionen auf Malta. Am 4. Juli 1573 starb er in Heitersheim.